# سوتون لان اندس (تشيشير)
سوتون لان اندس (بالإنجليزية: Sutton Lane Ends)‏ هي قرية و أبرشية مدنية تقع في المملكة المتحدة في إنجلترا. يقدر عدد سكانها بـ 2,464 نسمة .